# Nicky Deuce
Nicky Deuce é um filme da Nickelodeon, estelando Noah Munck, e é baseado no livro Nicky Deuce: Welcome to the Family. O filme foi dirigido por Jonathan A. Rosenbaum e escrito por Art Edler Brown, Andy Callahan, e Douglas Sloan.

## Enredo
Nicholas Borelli II é um jovem estranho de um suburbio chato, que deveria ir para o acampamento de matemática, enquanto seus pais estão fora, em uma viagem de negócios. No entanto, quando o acampamento é cancelado seus pais relutantemente o mandam para a casa de seu Tio Frankie e sua avó Tutti no Brooklin. Embora ele tenha medo num primeiro momento, Nicky começa a gostar da comida de sua avó e aprende um pouco mais sobre o bairro, enquanto descobre coisas sobre a história de sua família. Mas então as coisas ficam estranhas quando ele começa a suspeitar que seu tio é um gangster, assim como nos filmes sobre a máfia. 

## Elenco
- Noah Munck como Nicholas "Nicky Deuce" Borelli ll
- Steve Schirripa com Tio Frankie
- Rita Moreno como Vovó Tutti
- Vincent Curatola como Paulie
- Tony Sirico como Charlie Cimento
- James Gandolfini como Bobby Ovo
- Michael Imperioli como O Doutor
- Cassius Creightney como Tommy
- Cristine Prosperi como Donna